# Macgregoromyia itoi
Macgregoromyia itoi is een tweevleugelige uit de familie langpootmuggen (Tipulidae). De soort komt voor in het Palearctisch gebied.